# Oka (fromage)
Pour les articles homonymes, voir Oka.
L'oka est un fromage canadien, autrefois vendu par les moines trappistes, originaire d'Oka, au Québec. En 1981, la recette a été vendue par les moines trappistes à la coopérative Agropur.

## Étymologie
Le mot « oka », comme beaucoup d'autres noms de fromage (camembert, cheddar, emmental, gorgonzola, gouda, gruyère, roquefort, saint-nectaire, etc.), est un onomastisme toponymique.

## Histoire
Les origines de ce fromage remontent au XVIIe siècle. Il vit le jour dans un monastère de Yougoslavie et connut sa grande renommée en France dans le Monastère du Port du Salut. Il arriva au Monastère de Notre-Dame du Lac au Québec vers 1880 et prit un nouvel essor sous le nom de « Fromage d'Oka » vers 1883 au Québec à La Trappe d'Oka soit l'Abbaye d'Oka.[réf. nécessaire]
Dans ce grand monastère du lac des Deux Montagnes, Les moines trappistes se mirent à la production agricole et fromagère, selon la coutume bénédictine dont la règle favorise le travail manuel qui en même temps procure les revenus nécessaires au monastère. Leur produit, dérivé du Port-Salut, devint rapidement un des fleurons de la gastronomie québécoise. En 1886, chez l'épicier Grenier rue Saint-Jean à Québec, toute la bourgeoisie vient chercher son fromage canadien et son Oka[réf. nécessaire] au même titre que le roquefort qui se côtoient sur le plateau. Le fromage canadien est davantage utilisé dans la cuisine. Vers 1981, la fabrication du fromage d'Oka passe à une entreprise commerciale, Agropur. Vu la diminution du nombre de moines et l'ampleur du travail qui ne correspondait plus à la vocation première des Cisterciens, les moines d'Oka ont donc vendu l'entreprise à Agropur qui en a grossi la production tout en diffusant plus largement cette meule rousse. Avec l'utilisation du lait pasteurisé, le fromage semble avoir perdu un peu de son goût unique.
L'oka possède une croûte lisse de couleur orange cuivrée, plus ou moins collante selon la maturation du fromage. Sa pâte lisse parsemée de quelques ouvertures, à peine souple, de couleur crème pâle fondante a une odeur relevée, s'accentuant avec le temps, de noix fraîches et d'arachides. Le fromage possède de douces saveurs mais franches de noix et de pommes.[réf. nécessaire]Il se décline aujourd’hui en 6 variétés. En plus de l'OKA (30% m.g.) et de l'OKA Classique (28% m.g.), il y a l'OKA Léger (19 % m.g.), le Providence d’OKA, un fromage à pâte molle (28 % m.g.), ainsi que l'OKA avec champignons (28% m.g.).

## Galerie

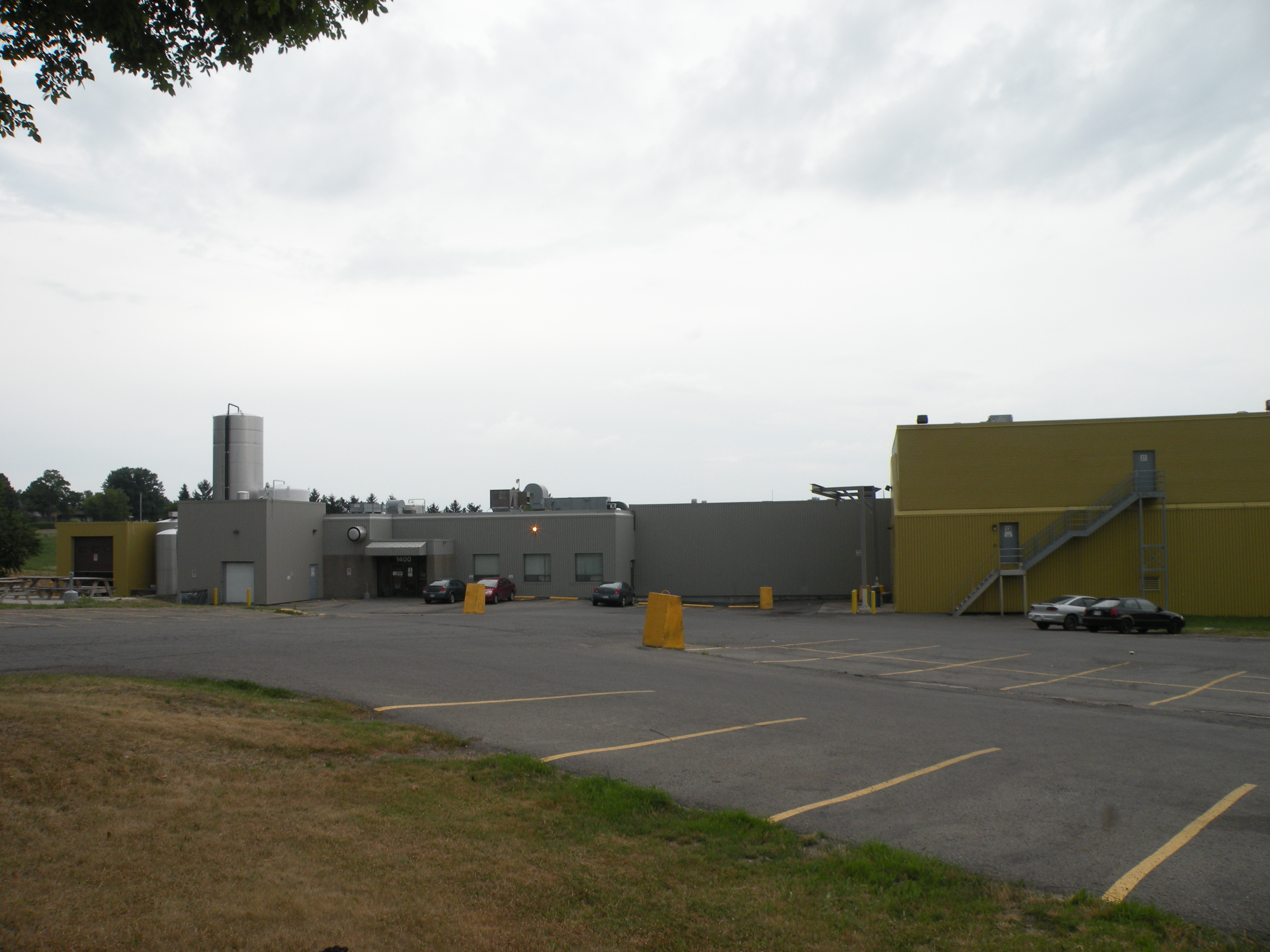
Usine Agropur d'Oka.
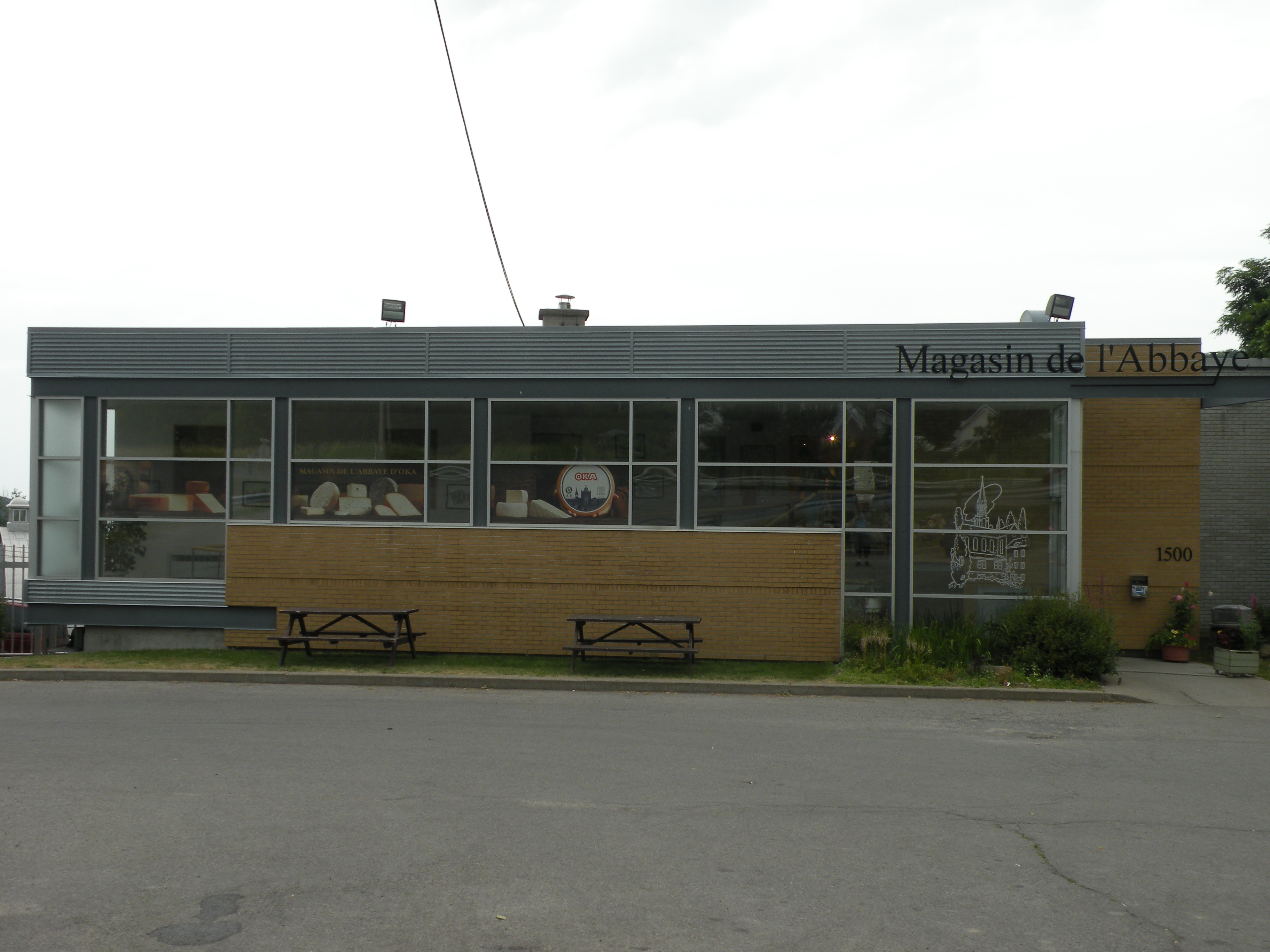
Magasin de l'abbaye.